# Augustin Joseph Isambert
Augustin Joseph Isambert, né le 22 mars 1733 à Orléans (Loiret), fusillé le 9 novembre 1793 à Strasbourg (Bas-Rhin), est un général de brigade de la Révolution française.

## États de service
Il entre en service en 1749 comme soldat au régiment Royal-dragons, lieutenant en 1756, capitaine en 1761, il effectue une carrière d’officier subalterne sous l’ancien régime. En 1769, il est capitaine au régiment de Bretagne, et chevalier de Saint-Louis avant d’être admis à la retraite à la veille de la révolution. 
Le 6 octobre 1791, il est élu lieutenant-colonel au 1er bataillon de volontaires d’Indre-et-Loire, puis il passe le 18 mai 1792 au 7e régiment d’infanterie. Il est nommé colonel le 29 juin 1792, au 36e régiment d’infanterie de ligne.
Il est promu général de brigade le 8 mars 1793, à l’armée du Rhin. Chargé de défendre le fort de Saint-Rémy sur la commune de Wissembourg, il abandonne sa position à l’ennemi le 13 octobre 1793, et il tente de prendre la fuite mais il ne peut s’échapper. 
Traduit devant le tribunal militaire de l’armée du Rhin, il est condamné à mort et fusillé le 9 novembre 1793. Il avait manifesté à plusieurs reprises des opinions absolument royalistes.

## Sources
- (en) « Generals Who Served in the French Army during the Period 1789 - 1814: Eberle to Exelmans »
- Docteur Robinet, Jean-François Eugène et J. Le Chapelain, Dictionnaire historique et biographique de la révolution et de l'empire, 1789-1815, vol. 2, Librairie Historique de la révolution et de l’empire, 886 p. (lire en ligne), p. 195.
- (pl) « Napoléon.org.pl »